# Kopanina (powiat szamotulski)
Kopanina – wieś w Polsce położona w województwie wielkopolskim, w powiecie szamotulskim, w gminie Kaźmierz.
W latach 1975–1998 miejscowość należała administracyjnie do województwa poznańskiego.